# Zygmunt Skórzyński

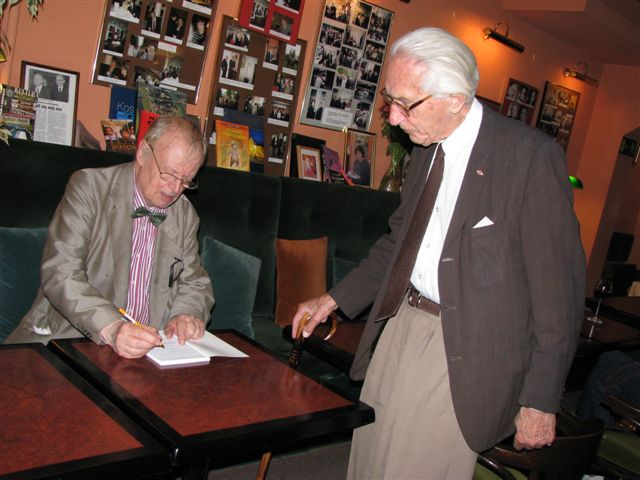
Zygmunt Skórzyński po prawej

Zygmunt Wacław Skórzyński (ur. 24 lutego 1923 w Warszawie, zm. 16 listopada 2018) – polski socjolog, działacz społeczny.

## Życiorys

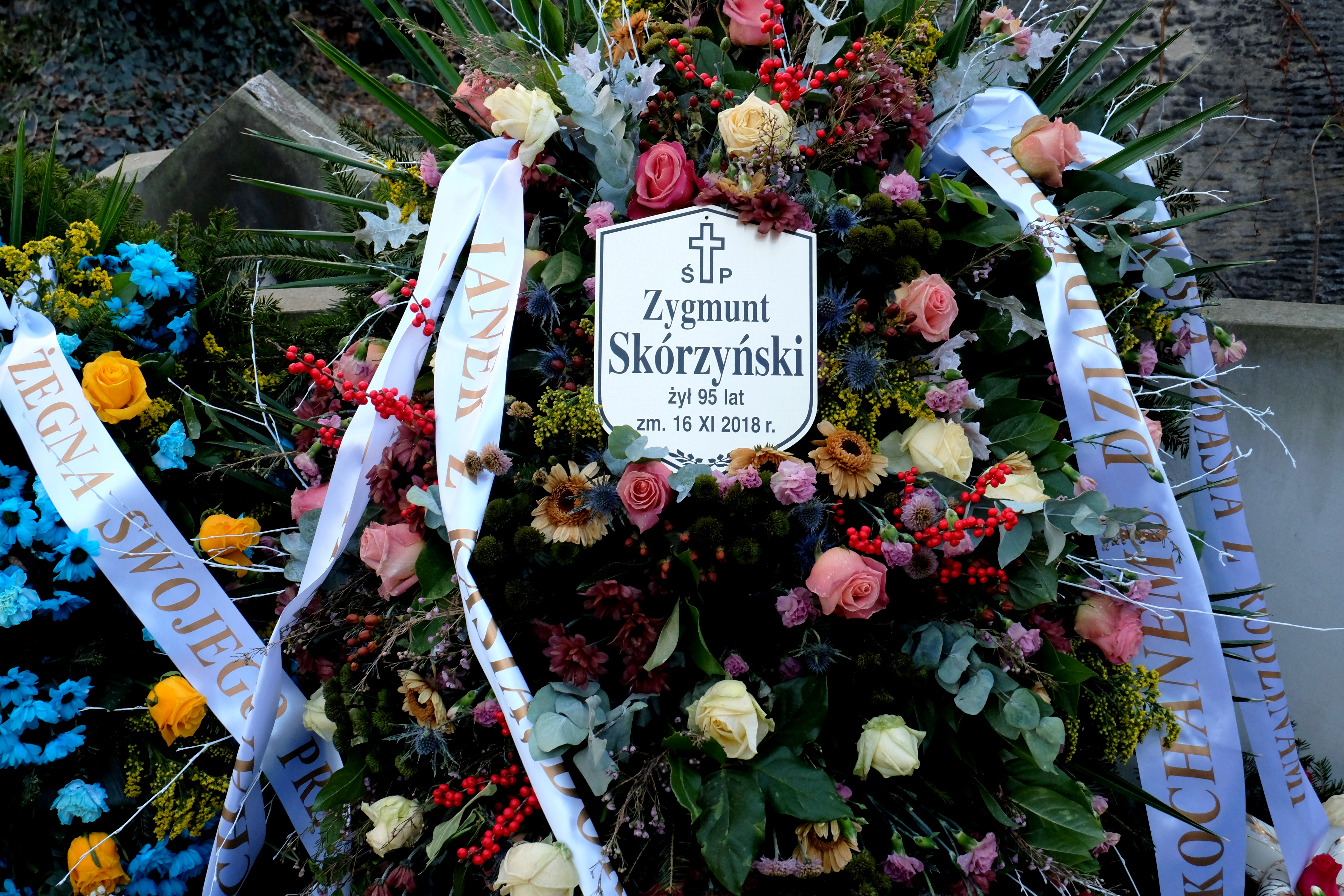
Grób Zygmunta Skórzyńskiego na cmentarzu Powązkowskim w Warszawie

Ukończył studia socjologiczne na Uniwersytecie Jagiellońskim, w II połowie lat 40. aktywnie uczestniczył w działalności krakowskiego klubu dyskusyjnego, tzw. Klubu Logofagów. W 1949 był krótko współpracownikiem pisma „Dziś i Jutro”, w którym m.in. razem z Januszem Zabłockim redagował wkładkę „Etap” (autonomiczną wobec redakcji pisma). W tym samym roku zamieszkał ponownie w Warszawie. Uczestniczył w działalności warszawskiej filii Klubu Logofagów, za co został aresztowany we wrześniu 1953 i zwolniony bez procesu w grudniu 1953. Od jesieni 1955 był członkiem Klubu Krzywego Koła, w ramach którego współtworzył Sekcję Badań Społecznych (m.in. z Czesławem Czapowem i Stanisławem Manturzewskim) i był członkiem zarządu w latach 1956/1957 i 1959–1961. Wiosną 1956 został członkiem Klubu Inteligencji „Okrągłego Stołu” (który tworzyli także m.in. Tadeusz Mazowiecki i Janusz Zabłocki). W październiku 1956 należał do założycieli Klubu Inteligencji Katolickiej „Dialog” i następnie Ogólnopolskiego Klubu Postępowej Inteligencji Katolickiej (ten ostatni dał początek klubom inteligencji katolickiej i ruchowi „Znak”). Został wybrany jednym z czterech sekretarzy OKPIK, ale zrezygnował z tej funkcji w styczniu 1957, sprzeciwiając się zaangażowaniu klubu w wybory do Sejmu PRL. Pozostał jednak członkiem KIK-u warszawskiego. Od 1958 pracował w Ośrodku Badania Opinii Publicznej, w którym był sekretarzem naukowym. Prowadził badania nad socjologią czasu wolnego, opublikował pracę Między pracą a wypoczynkiem: czas „zajęty” i czas „wolny” mieszkańców miast w świetle badań empirycznych (1965)
W styczniu 1976 roku podpisał list protestacyjny do Komisji Nadzwyczajnej Sejmu PRL przeciwko zmianom w Konstytucji Polskiej Rzeczypospolitej Ludowej. 20 sierpnia 1980 roku podpisał apel 64 uczonych, pisarzy i publicystów do władz komunistycznych o podjęcie dialogu ze strajkującymi robotnikami. Na przełomie 1980 i 1981 był członkiem rady Ośrodka Badań Społecznych przy NSZZ „Solidarność” Regionu Mazowsze. W latach 80. przewodniczył Komisji Rewizyjnej KIK-u warszawskiego, był także organizatorem niezależnego seminarium „Polska w Europie” poświęconego problematyce międzynarodowej. W grudniu 1988 został członkiem Komitetu Obywatelskiego przy Przewodniczącym NSZZ „Solidarność” Lechu Wałęsie. Po 1989 był jednym z organizatorów Ośrodka Studiów Międzynarodowych przy Senacie RP. Był prezesem fundacji „Polska w Europie”.
W 2003 został odznaczony Krzyżem Komandorskim Orderu Odrodzenia Polski (M.P. z 2004 nr 5, poz. 94)
Był ojcem Piotra Skórzyńskiego i Jana Skórzyńskiego.